# Камео улога
Камео улога или камео наступ (често у скраћеном облику, само камео; енгл. cameo, : бр. , ам. ; од итал. cammeo, :  од. лат. cammaeus) кратко је појављивање неке познате личности у филмовима, видео-играма, представама или на ТВ-у. Обично су то сами режисери, или пак спортисти, политичари или други познати глумци. У већини случајева њихови наступи у тим споредним улогама нису наведени на шпици.
Режисери познати по камео улогама су Алфред Хичкок (у својим филмовима је одиграо чак 42 такве улоге), Питер Џексон и Мартин Скорсезе.